# John W. Hill

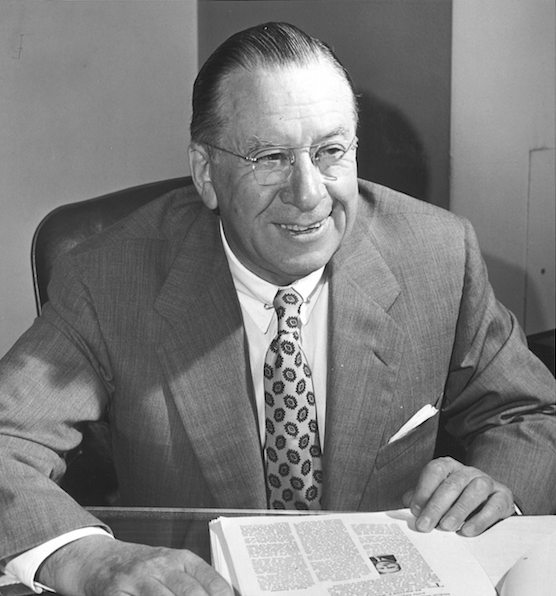
John W. Hill

John W. Hill (* 26. November 1890 in Shelbyville (Indiana); † 17. März 1977 in New York City) war ein US-amerikanischer Unternehmer. Er gründete zusammen mit Donald Knowlton die Werbeagentur Hill & Knowlton.

## Werdegang
Hill arbeitete zunächst 18 Jahre lang als Journalist, Redakteur und Finanzkolumnist bei verschiedenen Presseerzeugnissen. Im Jahre 1927 wechselte er in die Werbebranche und öffnete eine Firma in Cleveland, Ohio. 1933 holte er Donald Knowlton (1892–1976) mit in die Firma, inzwischen eine der weltweit größten der Branche.
Die Firma lancierte unter anderem die Kampagne „Plan White Coats“. Hill & Knowlton bezahlte Wissenschaftler, um öffentlich den Behauptungen anderer Wissenschaftler entgegenzutreten, die sagten, dass Rauchen zu Lungenkrebs führe. Diese Wissenschaftler sagten später vor Gericht aus, als sie von Rauchern verklagt wurden, die aufgrund des Rauchens starben oder an lungenbedingten Erkrankungen litten.
Hill starb 1977 in Manhattan an einem Gehirntumor.

## Publikationen
- The making of a public relations man, New York: D. McKay Co., 1963. OCLC 255553
- Corporate public relations: arm of modern management, New York: Harper, 1958. OCLC 367670